# アマチュアレスリング
アマチュアレスリングは、オリンピックの正式競技にもなっている格闘技。国際競技連盟は世界レスリング連合（UWW）（旧：国際レスリング連盟 <FILA> ）。別名はレスリング、アマレス。

## 歴史
原型となるレスリングの正確な起源は不明だが、古代から存在していたとされ、紀元前3000年には既に競技として成立しており、文武両道を旨とするギリシャの名門家では体育としても奨励され、紀元前427年生まれの哲学者プラトンも若い頃は大会での優勝経験がある など、この頃には既に確立されたメジャーなスポーツであった。
古代オリンピックでは人気競技であり、他の競技よりも優位性があった。また、パンクラチオンや古代ギリシアのボクシングなど、死傷者が当然のように出る他の格闘競技と比べると安全であったため、五種競技の一つとしても導入された。古代オリンピックの終了と共に一度は下火になるが、第1回近代オリンピックで採用されると、ルールを変更することなく採用され続けている。女子レスリングは1970年代に欧州で始まり、1985年にフランス・クレルモンフェランで初となる（当時）国際レスリング協会認定の女子国際大会「ロジャークーロン大会」、続いて初の世界規模の大会「世界女子フェスティバル」が開催。1987年から世界選手権も開催され、2004年よりオリンピックに追加された。
競技開始に必要な費用の少なさ、シンプルで確立されたルール、長い歴史により充実したトレーニング方法と指導者により、世界各地に広まっている
また格闘競技の中では比較的安全性が高いメリットもあって、子供の競技としても盛んに行われている。
世界人口は2000万人、インド、中国が大半を占めている。

## スタイル

### オリンピックスタイル
オリンピックスタイルの試合は幾度かのルール変更をへて、2020年現在、1ピリオド3分を2ピリオド計6分で行い、ポイントも2ピリオドの合計で競われている。ポイントで8点差がつくとそこで勝負は決まる、またパーテール・ポジションは腹ばい状態から開始される。フリースタイルとグレコローマンスタイルの2通りのルールがある。どちらのスタイルにおいても、ポイント、勝敗の判定に違いはないが、以下のようにルールが異なる。

#### フリースタイル
フリースタイルにおいては、全身を攻防に用いることが出来る。そのため、レッグダイブ（タックル）を中心とした素早い試合展開になる。これは、18世紀頃イギリスで隆盛していたキャッチ・アズ・キャッチ・キャンのルールに由来する。旧正式名もキャッチ・アズ・キャッチ・キャン・スタイル。別名が「フリースタイル」であった。オリンピックにおいては1936年ベルリンオリンピックまでである。これでは長いので1948年ロンドンオリンピックからは正式名が「フリースタイル」となった。

#### グレコローマンスタイル
グレコローマンスタイルにおいて、競技者は腰から下を攻防に用いることが出来ない。そのため、スープレックスなどの投げ技中心の試合展開となる。このルールは古代ギリシアや古代ローマでのパンクラチオンのルールに由来している。「グレコローマン」は「ギリシアとローマの」と言う意味である。2024年現在、オリンピックにおいて女子では実施されていない。

### カレッジスタイル
NCAAを始めとしたアメリカ国内の学生試合で行われている。基本的なルールはフリースタイルと同じだが、投げ技によるポイントはなく、ブラジリアン柔術のように倒してトップキープすることでテイクダウンのポイントが入るというルール。グラウンドでは原則ブレイクが掛かることはなく、場外に出た場合でもパーテルポジションから再スタートされるため、下の選手は立ち上がってエスケープするか上下を入れ替えてリバーサルすることが求められ、上になった選手はエスケープやリバーサルを許してしまうとポイントを与えることになるのでそれらを防ぎながらフォールを狙うという高度なグラウンドの攻防が中心である。また、ルールの特性上ローリングの攻防は発生しない。UWWでは実施されていない。

### ノンオリンピックスタイル
UWWが管轄するレスリングのルールは他にオリンピック非採用（ノンオリンピックスタイル）のパンクラチオン、グラップリング、ビーチレスリング、ベルトレスリング、フォークスタイルレスリングが存在する。かつてはサンボも管轄していた。

## オリンピックスタイルのルール
マット上にある直径9mの円形（サークルまたはリング）内で、2人の競技者が、互いに組み合い、相手の両肩を1秒以上マットにつけることで勝敗を決する（フォール）。
- 1908年のロンドンオリンピックでは一瞬でも両肩が付いたらフォールとなる瞬間フォール（タッチフォールとも）を採用していたが、1960年のローマオリンピックから改正された。のちにフォールはピンフォールと呼ばれる。
- フォール以外に、ポイントによる判定決着もある。決めた技によって1ポイントから5ポイントまでのポイントが加算され、フォールにならずタイムアップになれば判定となる。また、グレコローマンスタイルでは8ポイント以上、フリースタイルでは10ポイント以上の差が付いた場合、その時点でテクニカルフォールによる決着となる。
  - 試合が終了した時点で同点だった場合は、以下の順でピリオドを獲得する選手を決定する。

  1. ポイントの大きい技を決めた選手
  2. コーションの少ない選手
  3. 最後にポイントを獲得した選手
- 打撃技、関節技、絞め技は禁止されている。

以上のように時代によって細かな変更はあるが、「両肩を地面につける」「打撃、関節技や絞め技の禁止」という基本ルールは紀元前の頃から変わっていない。
国際ルールでは、総試合時間6分。
- 3分間ずつの2ピリオドで試合を行い、ピンフォールを取るか規定のポイント差をつける、合計ポイントが多い選手が勝ち上がる方式である。

2008年北京オリンピックへ向けてルールが一部改定され、2分ずつ3ピリオドを行い、各ピリオド終了時にポイントが多かった選手がそのピリオドを獲得し、先に2ピリオド獲得した選手が勝者という方式となったが、2012年ロンドンオリンピック後の一連の改革で再び合計ポイントを争う旧方式に戻された。
判定に不服がある場合にチャレンジによってビデオ判定を要求することが可能である。チャレンジで判定が覆らなかった場合は、相手に1ポイントが与えられるとともにチャレンジする権利を失う。

## 階級
年齢、体重別に階級を定めて争われる。階級名を通常数値が使用されるが、ボクシング同様の階級名が付けられることもある（日本でも戦後は盛んに使われていた）。階級数及び数値は時代に応じて変更される。
|            | フライ級 | バンタム級 | フェザー級 | ライト級 | ライトウェルター級 | ウェルター級 | ライトミドル級 | ミドル級 | ライトヘビー級 | ヘビー級 | スーパーヘビー級 |
| ---------- | -------- | ---------- | ---------- | -------- | ------------------ | ------------ | -------------- | -------- | -------------- | -------- | ---------------- |
| 男子グレコ | 55 kg    | 60 kg      | 63 kg      | 67 kg    | 72 kg              | 77 kg        | 82 kg          | 87 kg    |                | 97 kg    | 130 kg           |
| 男子フリー | -        | 57 kg      | 61 kg      | 65 kg    | 70 kg              | 74 kg        | 79 kg          | 86 kg    | 92 kg          | 97 kg    | 125 kg           |
| 女子       | 50 kg    | 53 kg      | 55 kg      | 57 kg    | 59 kg              | 62 kg        | 65 kg          | 68 kg    | 72 kg          | 76 kg    | -                |

### 過去の階級
|            | フライ級 | バンタム級 | フェザー級 | ライト級 | ライトウェルター級 | ウェルター級 | ライトミドル級 | ミドル級 | ライトヘビー級 | ヘビー級 | スーパーヘビー級 |
| ---------- | -------- | ---------- | ---------- | -------- | ------------------ | ------------ | -------------- | -------- | -------------- | -------- | ---------------- |
| 男子グレコ | -        | 59 kg      | -          | 66 kg    | 71 kg              | 75 kg        | 80 kg          | 85 kg    | -              | 98 kg    | 130 kg           |
| 男子フリー | -        | 57 kg      | 61 kg      | 65 kg    | 70 kg              | 74 kg        | -              | 86 kg    | -              | 97 kg    | 125 kg           |
| 女子       | 48 kg    | 53 kg      | -          | 55 kg    | -                  | 58 kg        | 60 kg          | 63 kg    | 69 kg          | 75 kg    | -                |

|           | ライトフライ級 | フライ級 | バンタム級 | フェザー級 | ライト級 | ウェルター級 | ミドル級 | ライトヘビー級 | ヘビー級 | スーパーヘビー級 |
| --------- | -------------- | -------- | ---------- | ---------- | -------- | ------------ | -------- | -------------- | -------- | ---------------- |
| 2002-2013 | -              | -        | 55 kg      | 60 kg      | 66 kg    | 74 kg        | 84 kg    | -              | 96 kg    | 120 kg           |
| 1997-2001 | -              | 54 kg    | 58 kg      | 63 kg      | 69 kg    | 76 kg        | 85 kg    | -              | 97 kg    | 130 kg           |
| 1985-1996 | 48 kg          | 52 kg    | 57 kg      | 62 kg      | 68 kg    | 74 kg        | 82 kg    | 90 kg          | 100 kg   | 130 kg           |
| 1969-1984 | 48 kg          | 52 kg    | 57 kg      | 62 kg      | 68 kg    | 74 kg        | 82 kg    | 90 kg          | 100 kg   | 100kg超          |
| 1962-1968 | -              | 52 kg    | 57 kg      | 63 kg      | 70 kg    | 78 kg        | 87 kg    | 97 kg          | 97kg超   | -                |
| 1950-1961 | -              | 52 kg    | 57 kg      | 62 kg      | 67 kg    | 73 kg        | 79 kg    | 87 kg          | 87kg超   | -                |

|           | ライトフライ級 | フライ級 | バンタム級 | フェザー級 | ライト級 | ウェルター級 | ミドル級 | ライトヘビー級 | ヘビー級 |
| --------- | -------------- | -------- | ---------- | ---------- | -------- | ------------ | -------- | -------------- | -------- |
| 2002-2013 | -              | 48 kg    | 51 kg      | -          | 55 kg    | 59 kg        | 63 kg    | 67 kg          | 72 kg    |
| 1997-2001 | -              | 46 kg    | 51 kg      | -          | 56 kg    | 62 kg        | -        | 68 kg          | 75 kg    |
| 1987-1996 | 44 kg          | 47 kg    | 50 kg      | 53 kg      | 57 kg    | 61 kg        | 65 kg    | 70 kg          | 75 kg    |

オリンピック、世界選手権、地域総合競技大会、大陸選手権、国内選手権では規定通りの階級で行われるが、それ以外の大会ではワールドカップなど2kgオーバーまで認める大会も一部存在する。

## トーナメント
UWWが定めるトーナメントは敗者復活戦を併用したノックアウト方式を採用。ファイナリストに負けた選手が敗者復活戦に回る。準決勝で負けた選手から順にシードされ、ステップラダー方式で3位を決定する。なお、3・5位は（違反行為により順位を剥奪されなければ）それぞれ2名存在し、4・6位はない。3位決定戦が2戦実施され、勝者は3位、敗者は5位となる。ただし、7位以下は勝ち点の合計で決める。チーム対抗の成績も勝ち点で決められる。勝ち点は以下の通り。
1. 5点 : フォール勝ち、警告勝ち、棄権勝ちなど。
2. 4点 : 第1、2ピリオドともテクニカルフォールで勝利。
3. 3点 : 2-1、2-0などの判定勝ち。
4. 1点 : ポイントを奪取しての判定負け。
5. 0点 : ノーポイントの判定負け。

一部の大会では一般的なノックアウトトーナメントなど異なる方式を採用する場合もある。

## オリンピックスタイルの服装と用具

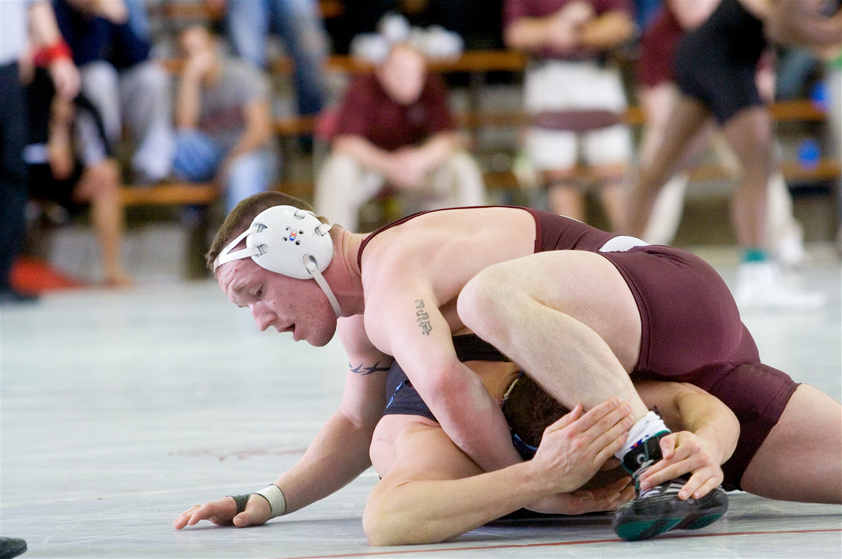
イヤーガードを装着した選手

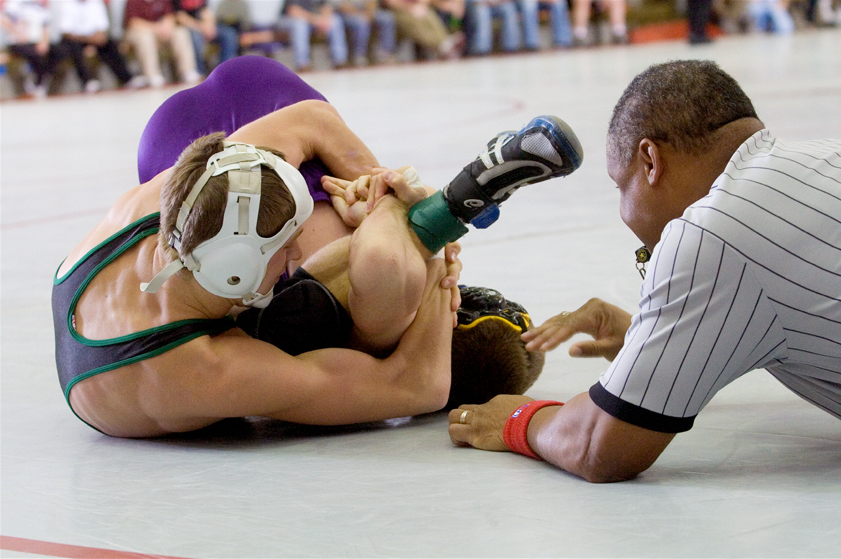
ヘッドギアを装着した選手

古代オリンピックでは裸体であることが義務であったが、現在の選手はシングレット（Singlet、俗称として「吊りパン」と呼ばれる）と呼ばれるワンピース型のユニフォームとレスリングシューズを着用して試合を行う。止血用の白ハンカチ携行も義務付けられていたが、現在は廃止されているため、携行義務はない。
義務化されてはいないがマウスピースを装着する選手が多い。ジュニア世代の大会を中心に耳介血腫対策用のイヤーガードやニーパッドを装着する場合もある。
公式戦で使用するシングレットは青と赤に分かれ、コーナーの色によって決まる。なお、少年少女レスリングでは2001年に赤青の色分けは廃止された。
男子のシングレットはローカット型と規定されていたが、シドニーオリンピックの頃よりハイカットも可能となった。

### 女子
女子の黎明期は特に規定されておらず、統一されていなかった。Tシャツにローカット型シングレットを重ねる選手も存在したものの、ショートパンツまたはブルマーが主流で、後にレオタードが増え、中には水着を着用する選手もいた。そして世界選手権が始まると男子同様のシングレットに統一された。ただし国内選手権はしばらくレオタード（ユニタード）が中心だった。

### 問題点
ファッション性のないデザインが若者から支持されず、人気を妨げる要因となっているとの指摘があり、2010年代中頃からアメリカの一部の州がラッシュガードとボードショーツの着用を試験的に採用し始めた。これにより、ウィスコンシン州の中学生のレスリング人口は倍増した。他の州でもシングレットを廃止する動きがあり、全米レスリングコーチ協会が2016年にジュニアコーチを対象に実施したアンケートでは回答者3436人のうち75％がルール変更に賛成した。また、ジュニア選手の約7割が練習着としてシングレットを使用していない実態が判明した。
同様の問題は日本でも起きており、2020年には宮田和幸らがSNS上で競技人口増加のためのルール改善を提言した。実際に女子ジュニア王者がユニフォームを理由に引退した例がある。山本聖子もマスターズ大会での復帰を躊躇する理由の一つであると答えた。

## プロの参加
柔道家のアントン・ヘーシンクはローマオリンピックのレスリングに出場しようとしていたが、サーカスレスリングの経験のあった彼はプロ選手と判断され出場は叶わなかった。国際柔道連盟では問題となっておらず、1964年東京オリンピックの柔道に出場し、金メダルを取っている（柔道選手引退後に全日本プロレスで数年間プロレスラーとして出場し、また指導者として柔道界に復帰している）。
20世紀第四四半期以降、日本では柔道、相撲、ボクシングのアマチュア競技者がプロ興行へ出場する際の規制は厳しく、現実的にはその競技を引退して出場することになる一方（なお相撲については「アマチュア相撲を引退する」というより「プロ（大相撲）に入門する」と扱われることが多い）、アマチュアレスリング大会はプロレスラーや他の格闘技競技者の参戦も許容されている。しかし、世界的に見ればオリンピックでのプロ解禁は柔道と同じ1992年のバルセロナオリンピックからである。また、2009年には日本レスリング協会が中心となりプロアマ問わず多くの格闘技団体を巻き込み、「日本格闘競技連盟」を創設した。また、ドイツ・ブンデスリーガ (en) や、2002年から2007年にかけて活動したアメリカのリアルプロレスリングなど、「プロ選手同士のアマチュアレスリング」を行う興行も存在する。世界最大のプロレス団体であるWWEにおいても、2006年のジャック・スワガー対トミー・ドリーマー戦などが、アマチュアレスリングに準じたルールでの試合が行われたことがある。

### アマチュアレスリングの大会に出場したプロ選手
本節ではプロレスラーやプロ総合格闘家がアマチュアレスリングに参戦した例を挙げる。
- 1986年に当時ジャパンプロレスに所属していた谷津嘉章が全日本レスリング選手権大会・フリースタイル重量級に出場して優勝した。
- 女子レスリング黎明期には全日本女子プロレスが練習生や若手選手を大会に派遣し、豊田真奈美、井上京子らが全日本選手権で優勝した。
- 1993年5月30日、新宿スポーツ会館での全日本女子レスリング選手権50 kg級にプロ引退中でのちにプロ復帰するジャガー横田が出場。1回戦はピンフォール勝ちするが、2回戦は同大会3位の高校生である石田由美（群馬・関東学園高）に1分18秒を残してテクニカルフォール負け。大会の表彰式で、横田にはこれまで全女の若手選手を出場させてきた功績が称えられ、特別賞が全日本女子レスリング連盟会長の小野清子から贈られた[10]。
- 2000年より新日本プロレスに所属している永田克彦はプロ入り後も2002年度全日本レスリング選手権大会・グレコローマン中量級優勝、2004年アテネオリンピック出場などの記録を残した（ただし永田は谷津と異なり総合格闘家としての活動歴はあるものの「プロレスラーに転向」したわけではない）。
- 2004年にはスポーツビズ所属の山本美憂がジャパンクイーンズカップに出場した。山本は全日本女子プロレスにも参戦経験がある。
- 2007年1月、当時HERO'Sと契約していた山本徳郁（美憂の弟）は北京オリンピック出場を目指し、全日本レスリング選手権大会フリースタイル60kg級に出場した。しかし、2回戦で自衛隊の井上謙二に敗れた。
- 2008年よりSENGOKU RAIDEN CHAMPIONSHIP (SRC) の育成選手契約をした大澤茂樹、田中章仁も全日本レスリング選手権大会や国民体育大会に出場し、優勝をはじめとする好成績を残している。

## 夏季オリンピックでの競技存続問題

### 「中核競技」から突然の除外決定
レスリングは近代の夏季オリンピックで、前述の変遷をたどりながら、第1回からリオ・デ・ジャネイロオリンピック（2016年）まで競技種目に組み込まれている。しかし、国際オリンピック委員会（IOC）では、2012年ロンドンオリンピック の終了直後に会議を開催。東京都が開催地の招致に名乗りを上げていた2020年夏季オリンピックで、レスリングをオリンピック種目から除外する可能性を協議した。そのうえで、2012年9月12日にスイスで開いた理事会において、「中核競技」（オリンピックで確実に実施される競技）に当たる25競技からレスリングを除外することを決めた。
この理事会では、「中核競技から除外すべき競技」を徹底的決選投票エクスハウスティブ・バロットで決定。レスリングは、近代五種・ホッケーと争い、最多の8票（他の2競技はそれぞれ3票）を獲得し、中核競技から除外すべき競技に決定した。ロンドンオリンピックで実施された（近代五種・ホッケーを含む）26競技のうち、この理事会で「中核競技」から外されることが決まったのはレスリングのみ。IOCが2013年2月12日付で公表した投票結果では、4回の投票ともレスリングの得票数が最も多かったことが判明している。

### オリンピックでの存続に向けて大幅な改革へ
これに対してFILAでは、2013年2月にプーケット（タイ）で開いた理事会で、ラファエル・マルティニティー会長（スイス）への信任投票を実施。上記の除外決定を背景に、不信任票が信任票を1票差で上回ったため、マルティニティーを会長職から事実上解任することを決定した。さらに、同年5月の会長選挙までの暫定措置として、ネナド・ラロビッチ理事（ロシア）を会長代行に選出。2020年夏季オリンピックの開催都市および、「中核競技外」の競技から同オリンピックでの追加競技（1競技）を決める2013年9月8日のIOC総会（後述）を目標に、レスリングのオリンピック競技存続に向けた活動を開始した。
ラロビッチは、2020年夏季オリンピックでレスリング競技を存続させるための条件として、性別・スタイルごとに異なっていた体重区分の階級数を6階級へ統一することをIOCに提案した。また、FILAでは、2013年5月にモスクワで臨時総会を開催。ラロビッチの会長就任とともに、以下の内容を含む憲章改正・ルール改正案を正式に決定した。さらに、改正の対象になった競技ルールについては、総会開催日の5月19日から新ルールを即時採用。攻撃権の抽選制度については、「抽選で攻撃権を得た選手が有利になることが多く、競技としての公正さを欠く」との指摘を踏まえたうえで、2014年から廃止されることになった。
- 「他の競技団体に比べて女性の役員が少ない」というIOCからの指摘を基に、従来2名だったFILAの女性理事を3名に増員。2014年9月の総会で予定されている役員改選では、初めて女性の副会長を選出する。
- 試合方式を「1ピリオド3分×2ピリオド」に改めるとともに、2ピリオドでの合計ポイントで勝敗を決定する。
- テクニカルフォールを実施する点差を、フリースタイルで10点差、グレコローマンで7点差に改める。

### 2020年と2024年の大会での存続が決定
IOCは2013年5月29日に、サンクトペテルブルク（ロシア）で開いた理事会で、「中核競技外」の競技から2020年夏季オリンピックへの追加競技の最終候補としてレスリング、野球・ソフトボール、スカッシュを選出。9月8日にブエノスアイレス（アルゼンチン）で開いた総会では、以上3競技の代表によるプレゼンテーション・質疑応答を経て、追加競技を1競技に絞り込むための投票を徹底的な決選投票方式であるエクスハウスティブ・バロットで実施した。1回目の投票の結果、投票総数95票のうち、レスリングが過半数の49票を獲得。前日の総会で正式に開催が決まった2020年東京オリンピックにおけるレスリング競技の存続が決まるとともに、IOCの規定で2024年の夏季オリンピックでも競技が実施されることになった。

### 階級数の男女統一、階級区分の大幅な変更へ
FILAでは、2013年8月9日にモスクワで理事会を開催。体重区分を今後協議することを条件に、ラロビッチによる前述の階級数統一案を、リオ・デ・ジャネイロオリンピックから正式に導入することを決めた。2020年夏季オリンピックに関する実施競技報告書では、同オリンピックからの導入を前提に、体重区分を以下のように変更することをFILAに提案していた。
- 女子（従来から2階級増加）：48kg級、52kg級、56kg級、61kg級、66kg級、72kg級
- 男子フリースタイル（従来から1階級削減）：55kg級、65kg級、75kg級、85kg級、95kg級、125kg級
- 男子グレコローマンスタイル（従来から1階級削減）:57kg級、67kg級、77kg級、87kg級、97kg級、130kg級

なお、FILAは12月17日に、リオ・デ・ジャネイロオリンピックで実施する階級区分を以下のように発表。吉田沙保里がオリンピック・世界選手権を通じて14連覇を達成してきた女子55kg級が消滅したほか、上記の区分案から階級区分の一部が変更された。なお、吉田はこの発表を受けて、新設の53kg級でリオ・デ・ジャネイロオリンピックに挑むことを表明。今後も、選手や競技団体によっては、吉田のように階級への対応を変える可能性がある。
- 男子フリースタイル：57kg級、65kg級、74kg級、86kg級、97kg級、125kg級
- 男子グレコローマンスタイル：59kg級、66kg級、75kg級、85kg級、98kg級、130kg級
- 女子：48kg級、53kg級、58kg級、63kg級、69kg級、75kg級 [22]

## 段級位制
本来、レスリングに段級位制度は存在しないが、公益財団法人日本レスリング協会では日本独自の段級位制を導入している。しかし、正式な昇段級審査があるわけではなく、競技年数や戦績などから判断し、指導者の推薦によって認定される仕組みである。
国内の大会では出場資格として段位が目安となっており、例えば全日本選抜レスリング選手権大会（明治杯）では、大学生・一般人は三段以上および高校生は初段の取得が必須条件となっている。なお、レスリングは空手や柔道のように道着を着用しないため、仮に昇段したとしても黒帯は締めない。

## 名称
プロレスと区別するために「アマチュアレスリング」と呼ばれるが、UWWは、プロレスラーの参入を制限しておらずプロフェッショナルとアマチュアの区別がなく「レスリング」と呼んでいる。
狭義の「レスリング」はUWWが管轄するスタイルのうち、オリンピックで競技が行われているフリースタイルとグレコローマンスタイルを指しており、これらの総称として「オリンピックスタイルレスリング」と呼ばれることもある。